# Casasimarro
 Casasimarro  é um município da Espanha da Comarca de La Manchuela na província de Cuenca, comunidade autónoma de Castilla-La Mancha. Faz fronteira com o municípios de  Sisante, El Picazo, Villanueva de la Jara, Quintanar del Rey y Villalgordo del Júcar, este último na província de Albacete.

## Economia
Sua economia é baseada em cereais, vinho, azeite de oliva, cogumelo, guitarra e tapetes.

## Monumentos
Os  monumentos mais importantes de Casasimarro são:
- Iglesia Parroquial San Juan Evangelista.
- Ermita de Santo Cristo.
- Ermita de la Concepción.
- Ermita San Bartolomé.
- Ermita de las Nieves.
- Monumento al champiñón.
- Monumento a la Guitarra (obra do escultor Agustín de la Herrán).

## Personagens ilustres
- Juan Vicente Casas Casas, Senador.
- Publio López Mondéjar, fotógrafo e historiador.
- Ángel Rodríguez Leal, vítima na Matança de Atocha de 1977.